# Galliano
För andra betydelser, se Galliano (olika betydelser).

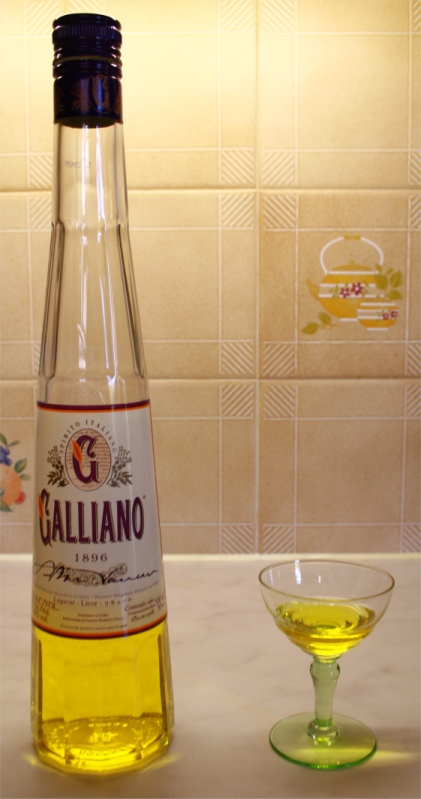
Galliano med glas.

Galliano är en gul italiensk örtlikör som marknadsförs i hela världen.
Vid framställningen av Galliano används ett flertal kryddor, där de mest tongivande smaksättarna är vanilj, vanlig anis och stjärnanis. Dessutom används lavendel, mynta, kanel och koriander.
Basen i likören är alkohol, destillerat vatten och socker. Alkoholhalten i originalet är 42,3 procent, medan den importerade varianten som är anpassad till svenska skatteregler ligger på 30 procent. För att få fram den lysande gula färgen används azofärgämnet tartrazin (E 102).
Likören uppfanns 1896 av Arturo Vaccari i Toscana.

## Drinkar
Galliano kan drickas som den är, det vill säga som likör, men vanligast är att den används som drinkingrediens. Det finns många drinkrecept som kan göras med Galliano, men två kompositioner är vanliga i drinkböckerna; det är dels den apelsinsmakande long drinken Harvey Wallbanger, dels kaffeshoten Galliano Hot Shot. 

### Galliano Hot Shot
Hot shoten skapades 1988 av bartendern Bosse Bergström i en tävling anordnad av Löfbergs Lila under Svenska Mästerskapen i long drinks på Svenska Mässan i Göteborg. I den ursprungliga drinken ingick Anisette istället för Galliano och Bergström kom tvåa. Efter tävlingen experimenterade Bergström med andra likörer innan han fastnade för Galliano. Drinken fick stor genomslagskraft i Sverige under 1990-talet, där försäljningen av Galliano ökade med 750 procent de följande sex åren. Den spred sig sedan över hela världen.
Receptet på en Galliano Hot Shot lyder: fyll upp glaset (6 cl) till en tredjedel med Galliano och skikta därefter först kaffe och sedan lättvispad grädde.